# Província de Perusa
La província de Perusa  forma part de la regió d'Úmbria dins d'Itàlia.